# Obís
Obís (Ovís en catalán ribagorzano) es un despoblado perteneciente al municipio español de Arén, en la Ribagorza, provincia de Huesca, Aragón. 

## Geografía
El pueblo se encuentra en la sierra de Sis, en la parte más alta del término de Betesa, aunos 1270 metros de altitud.

## Toponimia
El núcleo poblacional de Obís ha aparecido referenciado como Ubisi, Ouis, Obis de la Val de Betesa u Obis de la Val de Vetesa.
Según el lingüista Bienvenido Mascaray, la palabra Obís es de origen íbero y se conforma por las partículas de "obi" que significa concavidad, hondonada, hondón o cueva y el sufijo "-iz" que significa cima o altura. Siendo el significado del término "concavidad en la cima" 

## Urbanismo
La población, a la que se accede a través de un paso rocoso sobre el barranco homónimo, además de a través de un puente medieval de un solo ojo, se organizaba en torno a una sola calle, ubicándose a uno de sus lados la iglesia de San Juan.

## Historia
La primera aparición documental del núcleo es en el 972 cuando aparece citado como Ubisi, posteriormente aparece también en el acta de consagración de la iglesia de San Pedro de Mulins por el obispo Aimerico de Roda en el 974.
Hasta 1966 perteneció al municipio de Betesa, año en que se incorporó este al actual. En su época de mayor esplendor llegó a superar el centenar de habitantes.
A pesar de haber quedado deshabitado, algunas casas tienen habitantes neorrurales de forma esporádica.

## Demografía
En el siglo XX aún se registra la presencia de al menos diez casas habitadas en la población.
| 115 | 116 | 85 | 86 | 72 | 55 | 58 | 49 | 0 | 0 | 0 |
| (Fuente: Laglera, Cristian (2021). Despoblados de Huesca. Ribagorza-Litera Tomo 1. Huesca: Editorial Pirineo.) |     |    |    |    |    |    |    |   |   |   |

## Patrimonio
- Iglesia de San Juan, templo románico del siglo XI,[8] ampliada en los siglos XVI y XVIII, la cual se encuentra en muy mal estado.[9]Consta de una planta con dos capillas a cada lado y el ábside semicircular original que cuenta con una ventana ampliada y se cubre con bóveda de cuarto de esfera. Posteriormente la nave fue elevada, sustituyendo la bóveda de cañón original por una de lunetos y aunque actualmente está completamente hundida aún se pueden ver las pilastras que sostenían un arco fajón. Respecto a las capillas, mientras que la capilla sur no fue alterada abriéndose bajo un arco de cañón, la norte se debió de construir hacia el siglo XVI[10] ya que se accede a través de un arco de punto y se cubre bajo una bóveda de crucería con nervios moldurados que parten de ménsulas esculpidas con motivos heráldicos, como también muestra la clave de la capilla. La puerta, aunque no era original, se abria a los pies del templo, construyéndose sobre ella la torre campanario, hoy día derrumbada, de dos ojos.[11]
- Santa Margarita de Belarta, capilla en ruinas en la parte alta del término documentada desde el 964,[3] algunos historiadores hipotetizan la posibilidad de que estas ruinas se ubicase el supuesto castillo de Bellasía, documentado desde el 918 y que desde las alturas de la sierra dominaría ampliamente toda la zona[12]y que tradicionalmente se ha considerado como templo del antiguo poblado medieval de Belarta.[13] Se trata de un edificio de planta trapezoidal con el acceso al sur y donde también se puede observar restos de una ventana.[14]
- Escuela, se trata de un edificio de pequeñas dimensiones que hasta hace no mucho era usado por un pastor para pernoctar, lo que ayudó a que aún se encuentra en pie.